# مونسترز (فلم 2010)
مونسترز (بالإنجليزية: Monsters) أي وحوش هو فيلم خيال علمي ورعب بريطاني صدر سنة 2010 قام بإخراجه غاريث إدواردز كأول تجربة إخراج. عرض إدواردز فكرة الفيلم على ڤيرتيغو فيلمز فنصحوه بمشاهدة فيلم In Search of a Midnight Kiss وهو فيلم منخفض التكلفة من بطولة سكوت مكنيري.اختار ادواردز مكنيري إلى جانب ويتني أبل للعب دور البطولة في فيلمه، استمر التصوير الرئيسي ثلاثة أسابيع في خمسة دول وكان يضم طاقم الإنتاج ستة أفراد فقط. تلقى الفيلم تعليقات إيجابية بشكل عام وحقق نجاحا في شباك التذاكر حيث بلغ إجمالي أرباحه 4.2 مليون دولار مقابل أقل من 500 ألف دولار للإنتاج. صدر الجزء الثاني للفيلم تحت عنوان مونسترز: القارة المظلمة في 2015.

## الأحداث
بدأت أحداث الفيلم بعد ستة سنوات من تحطم مسبار فضائي تابع لناسا في المكسيك كان يجمع عينات عن كائنات فضائية من المحتمل تواجدها في نظامنا الشمسي. نتج عن الحادث ظهور أنواع حية جديدة في المنطقة الحدودية بين المكسيك والولايات المتحدة فتم فرض حظر على المنطقة وإنشاء جدار يحيط بها لمنع الكائنات من الانتشار أكثر. يبدأ الجيشان المكسيكي والأمريكي بإلقاء قنابل كيميائية في المنطقة للتخلص من الكائنات.
يستقبل الصحافي المصور أندري كالدر (سكوت مكنيري) مكالمة من رب عمله يكلفه فيها بإحضار ابنته سامنثا (ويتني أبل) من المكسيك واصطحابها إلى الولايات المتحدة، يجد أندري سامنثا في المستشفى ويعلمان أنهما إذا لم يغادرها البلاد في الأيام القليلة المقبلة فسوف يعلقان لمدة ستة أشهر جراء خطة من الجيش تهدف إلى حظر السفر، يتوجه كالدر وسامنثا نحو الساحل.
اشترى كالدر تذكرتين للعبّارة غير أن عليهما الانتظار حتى الصباح للعبور. يقضي كالدر وسامنثا أجواء رائعة، ينام كالدر مع فتاة في غرفته ويكتشف في الصباح أنها سرقت حقيبته التي كانت تحتوي على جوازا السفر والتذكرتين. تعطي سامنثا خاتما من الماس لرجل محلي للعبور عبر المنطقة المحظورة بغية الوصول في المدة المحددة.
يسافر كالدر وسامنثا عبر النهر ثم يتابعان طريقهما رفقة بعض الرجال المسلحين. يهجم وحش عليهم في الليل ولكن كالدر وسامنثا ينجوان، يتابعان طريقهما في طريق مليئة بالمخاطر ثم يعبران الجدار الحدودي ليكتشفا أن الوحوش قد وجدت طريقها إلى الولايات المتحدة. هناك يختبئان بمحطة وقود ويطلبان النجدة.
في انتظار النجدة كالدر يجري مكالمة مع ابنه وسامنثا تجري مكالمة مع خطيبها حيث تظهر غير سعيدة. يتسلل وحش بصمت إلى محطة الوقود وتلاحظ سامنثا أنه انجذب إلى التلفاز فتقطع التيار الكهربائي، وفي الخارج يكتشفان وجود وحش آخر. يغادر الوحشان قبل وصول النجدة ثم يقوم فريق الإنقاذ بإجلاء كالدر وسامنثا.

## وصلات خارجية
مقالات تستعمل روابط فنية بلا صلة مع ويكي بيانات